# Ивица Миљковић
Ивица Миљковић (Славонски Брод, 1. август 1947 — Загреб, 23. септембар 2005) био је југословенски и хрватски фудбалер.

## Каријера
Фудбалски се афирмисао у родном Славонском Броду играјући за тамошњег БСК-а. Године 1969. дошао је у загребачки Динамо (1969-1977). У дресу загребачких „модрих“ одиграо је 232 прволигашке утакмице и постигао 24 гола. Каријеру је наставио у Осијеку (1977-1980) где је три сезоне био стандардан на позицији одбрамбеног играча. Одиграо је за први тим 95 прволигашких мечева у којима је постигао и два гола.
На заласку каријере отишао је у Сједињене Америчке Државе и две сезоне наступао за Чикаго Стинг (1980-1981).
Заиграо је за репрезентацију Југославије 16. марта 1975. против Северне Ирске у оквиру квалификација за Европско првенство. То му је био једини меч који је одиграо за државни тим.
Преминуо је од последица можданог удара 23. септембра 2005. године. Иза себе је оставио двојицу синова, Динка који је играо фудбал у Карловцу, и Дамира, кошаркаша бројних тимова широм Европе.